# Lage arctische toendra van Groenland
De lage arctische toendra van Groenland is een WWF-ecoregio.
De oostkust is kouder dan de westkust dankzij de Oost-Groenlandstroom.  De ecoregio is gelegen tussen 75 en 70 graden noorderbreedte en heeft een poolklimaat, met uitzondering van het uiterste zuidwesten waar het klimaat subpolair is en er in principe bomen zouden kunnen groeien. Er zijn berken Betula spp. die doorgaans 0,5 tot 2 meter hoog worden, hoewel sommige exemplaren een lengte van 10 m bereiken.

## Flora
Er zijn veel heidevelden die door  Empetrum hermaphroditium gedomineerd worden, maar ook Salix herbacea en Potentilla crantzii aan de kust en struweel van Salix glauca en Carex supina in drogere steppes van het binnenland.

## Fauna
Dezelfde negen zoogdiersoorten leven hier nu als in de hoge arctische toendra van Groenland, maar dit komt deels doordat soorten hier uitgezet zijn. Muskusos en rendier waren oorspronkelijk alleen in het noorden bekend, omdat zij over het ijs van het vasteland gekomen waren en de gletsjer van de Melvillebaai niet konden oversteken.

## Galerij

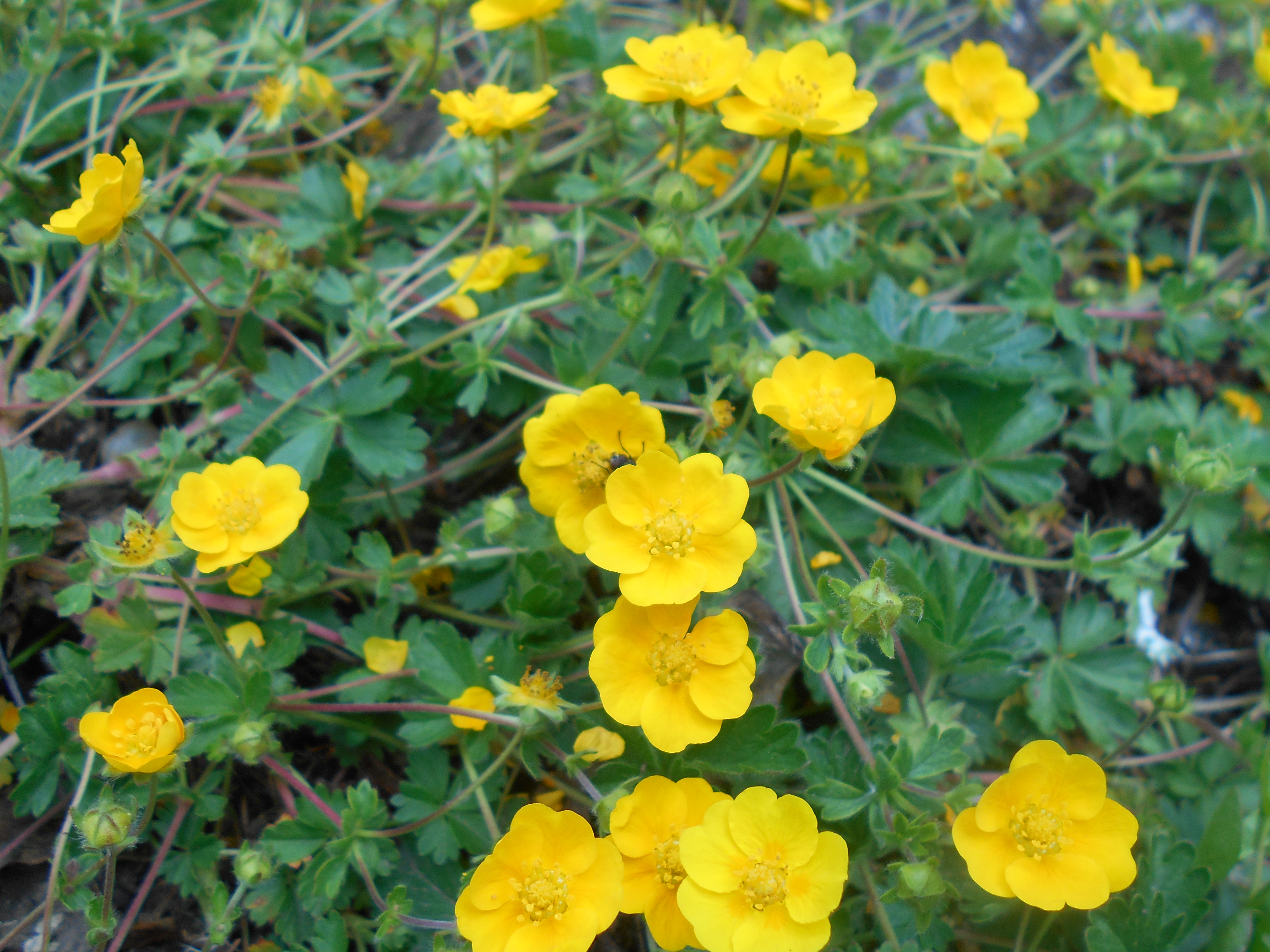
Potentilla crantzii
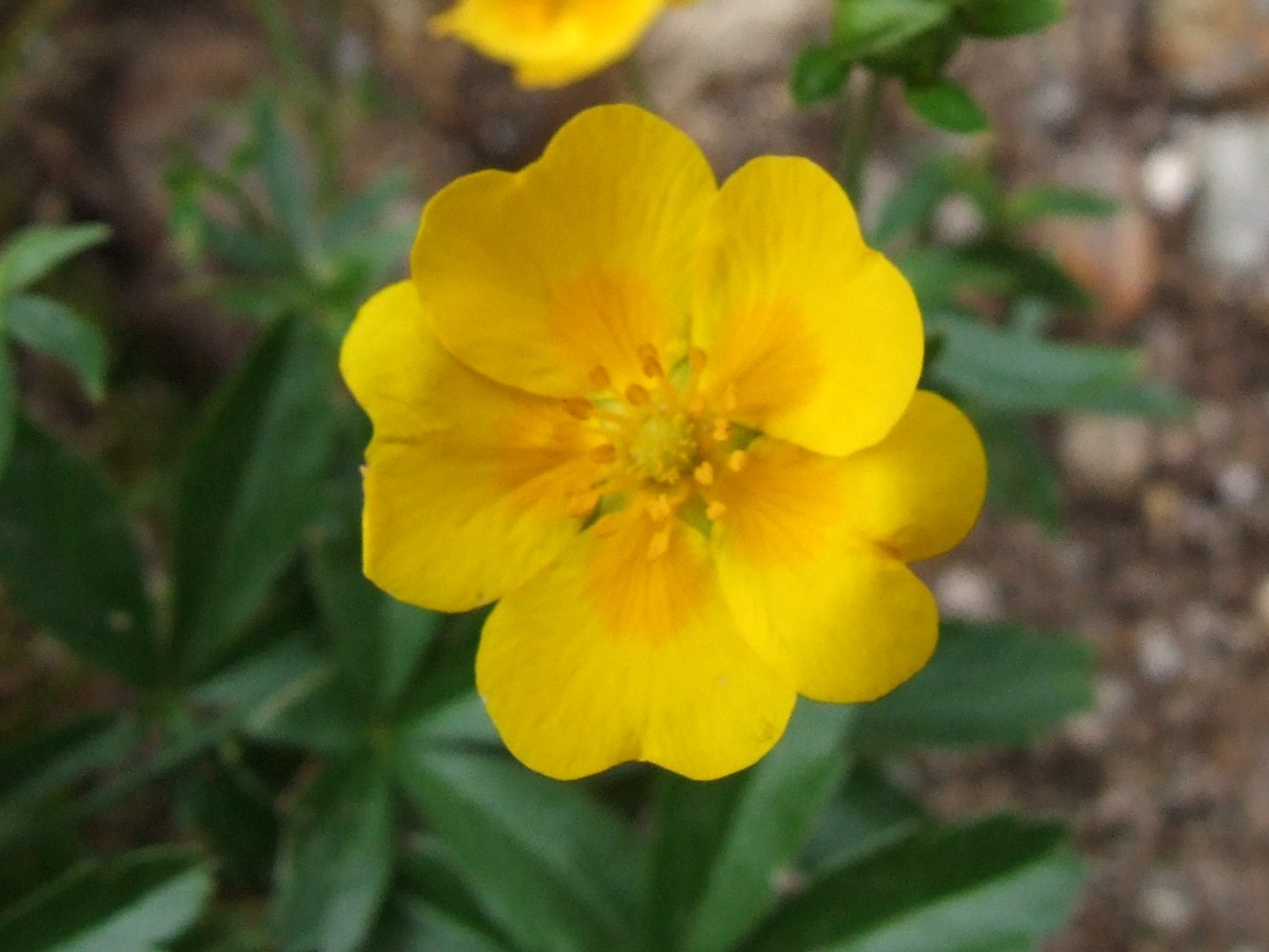
Potentilla crantzii
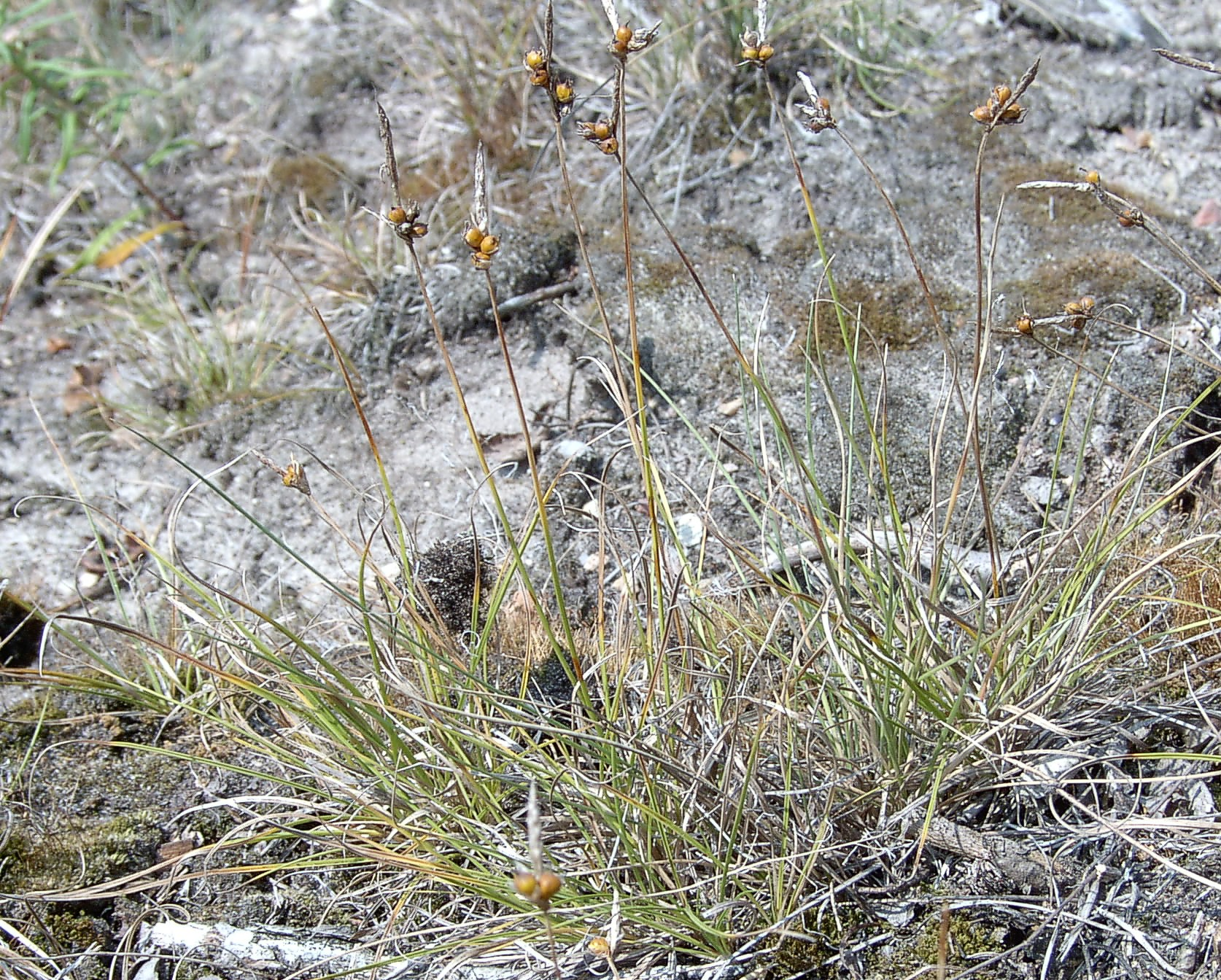
Carex supina
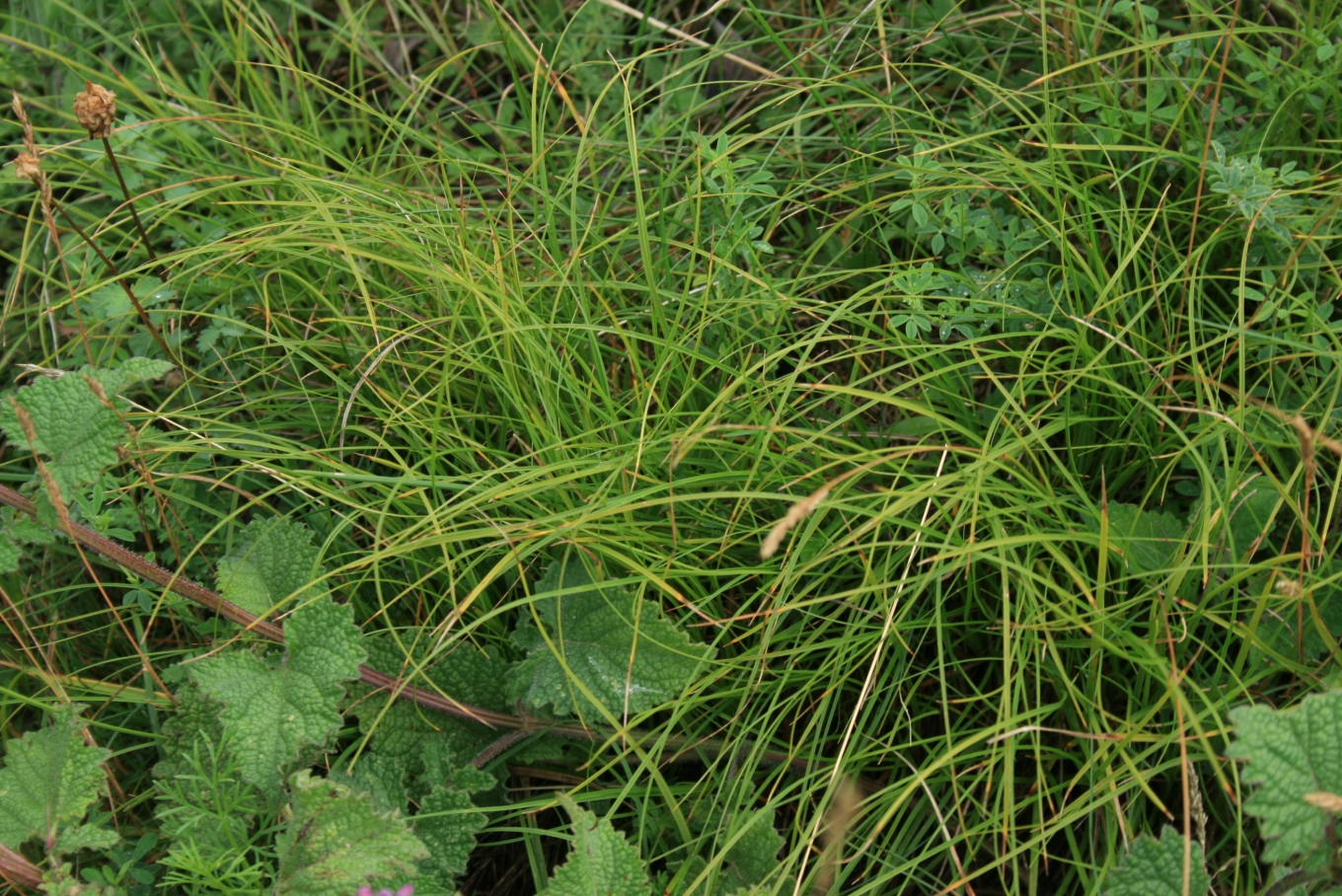
Carex supina